# راب هلدینگ
راب هلدینگ (انگلیسی: Rob Holding؛ زادهٔ ۲۰ سپتامبر ۱۹۹۵) بازیکن فوتبال اهل بریتانیا است که برای باشگاه کریستال پالاس بازی می‌کند.
از باشگاه‌هایی که در آن بازی کرده‌است می‌توان به بولتون واندررز و بری اشاره کرد.

## عملکرد باشگاهی

### بولتون واندررز
هلدینگ در هفت سالگی به سیستم آکادمی بولتون واندرز پیوست و قبل از آن در استالیبرج سلتیک جونیورز بازی می‌کرد. او برای استراحت در فصل ۲۰۱۴–۲۰۱۵، به باشگاه بری در لیگ دو فوتبال انگلستان به‌طور قرضی پیوست. هلدینگ در ۳ آوریل ۲۰۱۵ به عنوان یک تعویض در دقیقه ۷۹ در یک پیروزی ۲–۰ مقابل کمبریج یونایتد، تنها بازی خود برای بری را به نمایش گذاشت.
وی در بازگشت به بولتون، قرارداد حرفه‌ای خود را با این باشگاه امضا کرد. او اولین بازی برای بولتون را در ۱۱ اوت ۲۰۱۵ به عنوان بازیکن فیکس در شکست ۱–۰ خانگی مقابل بورتون آلبیون در جام حذفی انجام داد. او اولین گل خود را برای این باشگاه در ۲۳ ژانویه ۲۰۱۶ در هفتمین دقیقه از پیروزی ۳–۱ خانگی مقابل میلتون کینز دونز به ثمر رساند. هلدینگ به عنوان بازیکن سال بولتون واندررز برای فصل ۲۰۱۵–۱۶ انتخاب شد.
او ۳۰ بازی، یک گل و از مسابقات چمپیونشیپ به لیگ یک سقوط کرد.

#### آرسنال
هلدینگ در تاریخ ۲۲ ژوئیه ۲۰۱۶ با هزینه‌ای در حدود ۲ میلیون پوند برای باشگاه آرسنال در لیگ برتر قرارداد امضا کرد. پس از مصدومیت پر مرته ساکر و گابریل پائولیستا، از او خواسته شد اولین بازی خود برای آرسنال در بازه فصل لیگ برتر ۲۰۱۶–۱۷ در تاریخ ۱۴ اوت ۲۰۱۶ مقابل لیورپول، که آرسنال ۴–۳ در خانه از دست داد، انجام دهد. در دو ماه پایانی فصل، هلدینگ به‌طور منظم در خط دفاعی آرسنال قرار گرفت و این تیم در هر شش مسابقه‌ای که هلدینگ در لیگ برتر انجام داده بود، برنده شد. او در پیروزی ۲–۱ آرسنال مقابل چلسی در ۲۷ مه در فینال جام حذفی ۲۰۱۷ در ورزشگاه ومبلی، ۹۰ دقیقه کامل بازی کرد.
هلدینگ در تاریخ ۶ اوت در جام اتحادیه برای آرسنال بازی کرد که آرسنال پس از یک تساوی ۱–۱ در وقت اضافه در ضربات پنالتی ۴–۱ یک پنالتی را گل کرد. او اولین گل برای آرسنال را در تاریخ ۲۸ سپتامبر ۲۰۱۷ با یک شوت از راه دور در پیروزی ۴–۲ دور برگشت مقابل باته بوریسوف در لیگ اروپا به ثمر رساند. وی در تاریخ ۱ مه ۲۰۱۸ یک قرارداد بلند مدت جدید با این باشگاه امضا کرد.
در تاریخ ۵ دسامبر ۲۰۱۸، هلدینگ در طی یک تساوی ۲–۲ مقابل منچستر یونایتد دچار یک مصدومیت از ناحیه پارگی رباط صلیبی در زانوی چپ خود شد. این عمل تحت عمل جراحی قرار می‌گیرد و پیش‌بینی می‌شود حدود شش تا نه ماه از فوتبال خارج شود. هلدینگ بازگشت خود را به اولین بازی تیمی در تاریخ ۲۴ سپتامبر ۲۰۱۹ در پیروزی خانگی ۵–۰ در جام حذفی برای آرسنال مقابل ناتینگهام فارست انجام داد. او با گل اول خود در ورزشگاه امارات بازی را ۰–۱ و گل سوم آرسنال را از روی ضربه کرنر با پاس ریس نلسون به ثمر رساند.

## عملکرد بین‌المللی
هلدینگ برای مسابقات تولون در مه ۲۰۱۶ به عنوان جایگزینی برای مدافع اورتون، برندان گالووی، به میدان رفت. او اولین بازی خود را برای تیم گرت ساوتگیت در هنگام شروع بازی مقابل گینه در ۲۳ مه انجام داد. انگلیس با انجام دو حضور هلدینگ در این مسابقات دو پیروزی را به دست آورد و در تاریخ ۲۹ مه در فینال یک جایگزین بدون استفاده بود و انگلیس فرانسه را با نتیجه ۲ بر ۱ شکست داد.
او برای تیم ملی انگلیس برای مسابقات قهرمانی زیر ۲۱ سال اروپا در لهستان انتخاب شد، اما با حذف انگلیس در مرحله نیمه نهایی بازی انجام نداد. هلدینگ از سال ۲۰۱۶ تا ۲۰۱۷ پنج بازی برای زیر ۲۱ سال انگلیس داشته‌است.

## افتخارات

#### آرسنال
- جام حذفی فوتبال انگلستان:۱۷–۲۰۱۶
- سوپرجام انگلستان:۲۰۱۷

#### زیر ۲۱سال انگلیس
- مسابقات تولون:۲۰۱۶

#### فردی
- بهترین بازیکن سال بولتون واندررز:۱۶–۲۰۱۵